# Zinaida Zlatanova
Zinaida Kamenova Zlatanova (Зинаида Каменова Златанова, en bulgare), née le 24 juillet 1973 à Sofia, est une femme politique bulgare, vice-ministre-présidente et ministre de la Justice entre le 29 mai 2013 et le 6 août 2014.

## Biographie
Elle est titulaire d'un diplôme de droit de l'université de Sofia Saint-Clément d'Ohrid. Elle travaille ensuite dans la haute administration, notamment comme directrice de la Coordination des Affaires de l'Union européenne du conseil des ministres. Elle a ensuite dirigé plusieurs unités du ministère de l'Environnement et des Eaux.
Nommée chef de la délégation de la Commission européenne en Bulgarie en janvier 2008, elle est relevée de ses fonctions à l'issue de son mandat de cinq ans le 30 avril 2013. Le 29 mai suivant, elle est choisie comme vice-ministre-présidente et ministre de la Justice dans le gouvernement de centre-gauche de l'indépendant Plamen Orecharski.
Elle est remplacée par l'indépendant Christo Ivanov le 6 août 2014.